# Werner Zehnder
Werner Zehnder (20 gennaio 1924 – 7 ottobre 2011) è stato un calciatore e allenatore di calcio svizzero, di ruolo difensore.

## Carriera

### Club
Ha sempre giocato nel campionato svizzero.

### Nazionale
Ha collezionato 2 presenze con la propria nazionale.